# 古川舞
古川 舞（ふるかわ まい、1983年10月15日 - ）は、大阪出身北海道育ちの元ボートレーサー。
登録番号4354。身長156cm。体重47kg。血液型O型。97期。

## 来歴
大阪生まれで10歳の頃北海道に転居した。北海道紋別北高等学校卒業後、やまと競艇学校に第95期選手養成員として入学したが途中で退学。再受験して第97期選手養成員として再入学。翌年卒業しデビュー。

## 経歴
- 2003年10月 やまと競艇学校に第95期選手養成員として入学。（その後退学）
- 2004年10月 やまと競艇学校に第97期選手養成員として再入学。
- 2005年9月 やまと競艇学校卒業。
- 2005年11月18日 唐津競艇場での一般戦「西日本スポーツ杯」第1Rにてデビュー。（6着）
- 2007年3月24日 佐賀から北海道に登録住所地を変更し出走。
- 2007年10月16日 徳山競艇場での一般戦「日本財団会長杯“女祭り”」の5日目第2Rにおいて初1着。
- 2007年11月23日 北海道から千葉に登録住所地を変更し出走。
- 2010年12月28日 ボートレース児島でのG3「女子リーグ第15戦 第23回瀬戸の女王決定戦」で初優出。（4着）
- 2020年4月13日 ボートレース平和島での一般戦「第20回日刊ゲンダイ杯」第8Rがラストランとなった。（6着）
- 2020年4月14日 自身のTwitterにて引退を報告。

## 人物・エピソード
- やまと卒業時には「北海道出身」ということで大いに話題になった。ボートレース場や支部の無い北海道からボートレーサーが誕生したこと、北海道・東北出身者は、埼玉支部や東京支部という首都圏の支部に所属するのが一般的だったが、遠く離れた佐賀支部への所属を選んだこと、さらに古川が女子レーサーだったこともあって注目を集めることになった。北海道居住のレーサーは熊谷直樹などそれまで数人いたが、まったくの新人で「北海道出身者」は珍しく、まして女子レーサーだったからであった。北海道から新人でボートレーサーが誕生したのは事実であるが、厳密に言えば「やまと卒業時に北海道が住所地であった選手」であって、それ以外はやや誇張されて大げさに伝えられた面が多い。「北海道出身」が強調されるあまり、選手紹介で司会者が「北海道生まれ」と誤って紹介したり、ネット上の競艇関連サイトなどでも誤引用されたことがあったが、古川は生まれは大阪であって北海道ではない。通算すると大阪の方が在住歴が長い。ボートレースを最初に知ったのも大阪時代である。支部として佐賀を選んだのは福岡のやまと競艇学校に近く、教官の地元であったから薦められた以外に、父親がこの近くの出身者であったことも理由になっている。古川はデビュー以来佐賀を住所地にしており、一度も北海道を住所地として出走したことはなかったが、2007年3月24日の下関オール女子戦より登録住所地を北海道に変更して出走し、住所地変更を機に、佐賀支部から東京支部に移籍した。その後2007年11月23日の児島オール女子戦より登録住所地を千葉に変更し出走している。
- 佐賀支部時代の師匠は松尾孝明。
- 目標は「おばあちゃんになってもレーサーでいること」。
- 古川自身が語る自分の長所は「立ち直りが早い」、短所は「自分に甘い」。
- 2006年1月住之江競艇場で行われたオール女子戦で、レース中のアクシデントで古川の艇が2マーク側のネトロンに完全に乗り上げた。古川はレースを続行しようと艇からネトロンの上に降り、艇を水面に押し出そうとした。結局押し出すことが出来ずに失格となった。
- 2007年10月16日徳山競艇場で開催された一般戦「日本財団会長杯“女祭り”」にて5日目第2Rにおいて3号艇6コース進入スタートタイミングは.21の5番手スタート、決まり手は捲くり差しで初1着。デビューから1年11ヶ月、通算231走で歴代4位の遅さでの水神祭だった。前日が誕生日で24歳と1日での勝利であった。

## 戦績
- 出走回数：2188回
- 1着回数：156回
- 優出回数：3回
- フライング(F)回数：11回
- 出遅れ(L)回数：0回
- 通算勝率：3.77
- 2連対率：16.64
- 3連対率：29.57
- 生涯獲得賞金：109,911,995円